# André Harvec
André Harvec, de son vrai nom André Hervé, né le 3 juillet 1918 à Saint-Nicolas-de-Redon, en Loire-Atlantique, et mort le 12 août 2010 à Carpentras, est un dessinateur humoristique et auteur de bande dessinée français. Ses dessins ont paru dans de nombreux journaux, tant en France (France-Soir, France Dimanche, Ici Paris, Le Hérisson, Marius, Jours de France…) que dans le reste de l'Europe (Daily Mirror, Die Welt, Le Soir…). Il est également l'auteur des bandes dessinées « Freluquet » et « Bob Flapi, athlète complet » qui ont paru dans l'hebdomadaire O.K l'hebdomadaire de la jeunesse.
Un des signes particulièrement distinctifs de ses dessins correspond à sa signature « a. harvec » écrite en caractères manuscrits et prolongée par une toile d'où est suspendue une petite araignée.

## Biographie
André Harvec est lithographe de formation. Après la guerre, il commence à travailler comme dessinateur pour le journal L'Écho illustré qui deviendra l'Écho Magazine, puis ses dessins paraîtront dans la plupart des journaux de l'époque. Pendant des années il réalisera des dessins pour le célèbre « Jeu des 7 erreurs » du quotidien France-Soir. Il est l'auteur de la série de bande dessinée Bob Flapi, athlète complet (création en 1957, pré-publication dans Pschitt Junior) ainsi que du comic-strip Alban, Célibataire endurci. Il a également dessiné des couvertures légèrement érotiques à la fin des années 1970 et au début des années 1980, pour des livres de la série Lord Bionic de Jo Barrack aux éditions de l'Enclos (collection Jacques de Saint-Paul). Contrairement à beaucoup de ses confrères, il n'a jamais fait de dessins politiques.
Il est le grand-père de la DJ Miss Kittin.
En 1996, deux étudiants suisses, Alain Cortat et Philippe Erard, passionnés par les dessins d’André Harvec qui paraissaient dans L'Écho illustré, cherchent à se procurer un album de cet auteur. N'y parvenant pas, ils décident de publier eux-mêmes un livre recueillant 200 dessins d’André Harvec sous le titre L'Univers d'Harvec ! . Cela donne naissance à la maison d'édition suisse Éditions Alphil établie à Neuchâtel, dont Alain Cortat, devenu historien, est le directeur. André Harvec meurt en 2010.

## Publications

### Albums de dessins humoristiques
- En Suivant le Crayon de… A. Harvec, (Casterman)
- Bol d'air
- L'univers d'Harvec (1996)
- Le rire en images !

### Albums de bandes dessinées
Les bandes dessinées de André Harvec ont essentiellement été éditées par la SPE-Offenstadt (Société parisienne d'édition).

#### Série Freluquet
- Freluquet, athlète complet (1946)

#### Série Bob Flapi, athlète complet
- Bob Flapi boxeur (1958)
- Bob Flapi judoka (1958)
- Bob Flapi shérif (1959)
- Bob Flapi aéronaute (1959)
- Bob Flapi et l'homme des neiges (1960)
- Bob Flapi envoyé spécial (1960)
- Bob Flapi manager (1961)
- Bob Flapi instituteur (1961)
- Bob Flapi Travailleur de force / Pilote d'essais) (1962)